# Nissedörr
Nissedörr är en liten dörr, vanligtvis dekorerad i färgglada toner och placerad på en låg höjd, så att det ser ut som en ingång för små varelser som nissar eller älvor. Ursprunget kan kopplas till den amerikanska trenden Elf on the Shelf(en), där en tomtenisse placeras runt huset under julen för att övervaka barnens beteende och har blivit populär i sociala medier.
Det är vanligt att dekorera nissedörren med detaljer som miniatyrmöbler eller små accessoarer för att skapa en fantasifull atmosfär. Fenomenet är kopplat till julfirandet, och ger familjer möjlighet att engagera sig i gemensamma aktiviteter under helgerna. Nissedörren placeras i hemlighet ut av de vuxna i hushållet natten mot den första december och under 24 dagar ska nissen varje natt busa, stöka eller bjuda barnen på presenter, vilket de upptäcker när de vaknar på morgonen.